# Carlo Giuliani
Pour les articles homonymes, voir Giuliani.
Carlo Giuliani, né le 14 mars 1978 à Rome et mort le 20 juillet 2001 à Gênes, est un étudiant et militant « no-global » italien, issu d'une famille engagée à gauche. Il est tué par un policier le 20 juillet 2001 durant les émeutes anti-G8 de Gênes .

## Circonstances du décès
Carlo Giuliani est tué par balle lors d'une manifestation tournant à l'affrontement violent avec les gendarmes italiens (carabinieri), lors du contre-sommet organisé par le Genoa Social Forum en marge du sommet du G8. Face aux manifestants à proximité de la « zone rouge », où se trouve le Palais ducal qui accueille le G8, ordre est donné aux forces de l'ordre de dégager les artères principales. Charges des policiers anti-émeutes et contre-charges des activistes se succèdent. Un Land Rover Defender 4x4 occupé par trois carabiniers est bloqué par des manifestants qui l'assaillent. Carlo Giulani s'apprête à lancer un extincteur sur la porte arrière du véhicule. Un des carabiniers tire sur lui au pistolet : il est touché à la tête et tombe. Les activistes se dispersent, et le Defender manœuvre rapidement pour s'échapper, roulant à deux reprises sur le corps de Carlo Giuliani,,.

## Enquête et suite
En février 2002, le ministre de l'intérieur Claudio Scajola chargé d'assurer la sécurité du sommet affirme avoir « été obligé de donner l'ordre de tirer » à la police mais se rétracte peu après, à la suite de la polémique déclenchée par ses propos,,.
L'affaire est classée sans suite par la justice italienne en 2003 en abandonnant toutes les charges contre Mario Placanica, le carabinier de 24 ans qui a tiré. La Cour européenne des droits de l'homme condamne l'Italie en première instance le 25 août 2009, pour des « manquements dans l'enquête sur la mort de Carlo Giuliani » et alloue « 15 000 euros aux parents de la victime et 10 000 à sa sœur ». 
La même Cour a finalement acquitté l'État italien par un jugement définitif. En mars 2011, la Cour européenne des droits de l'Homme a en effet blanchi l'Italie de toute responsabilité dans la mort de Carlo Giuliani, « Le recours à un moyen de défense potentiellement meurtrier, tels des coups de feu, était justifié », estime dans son arrêt définitif la Cour de Strasbourg.

## Mémoire
La place où il fut tué, la Piazza Alimonda, est renommée Piazza Carlo Giulani par les manifestants qui ont également érigé un mémorial.
Une autre place, à Berne, la capitale suisse, a également été nommée Carlo-Giuliani Platz. Le changement de nom se fit durant une exposition-mémorial d'art nommée les géométries de la mémoire.
Un comité partisan Piazza Carlo Giuliani a été créé pour informer sur les faits de juillet 2001, réaffirmer le droit d'exprimer ses idées et de manifester, et également soutenir des initiatives de solidarité internationale.

## Filmographie et discographie
- Carlo Giuliani, ragazzo de Francesca Comencini - Italie - 63 min. Images de la manifestation et interview de Haidi Giuliani, mère de Carlo Giuliani
- Don’t Clean Up The Blood de Primitivi - 2001 - 45 min. Documentaire sur la répression du G8 de Gênes 2001
- Le jeune homme exposé : Gènes 2001, pièce de théatre d'André Benedetto
- Carlo Giuliani du groupe anarcho-punk Conflict
- Rabbia dentro il cuore du groupe de street-punk italien Los Fastidios
- Solamente por pensar du groupe de ska punk espagnol Ska-P relate le meurtre de Carlo Giuliani
- Genova 2001 du groupe français de hip-hop oriental, Hydra
- Carlo du groupe de street-punk français Brixton Cats
- Rotta indipendente du groupe italien Assalti Frontali
- 200701 du groupe de hardcore punk italien Skruigners
- Sous les balles du groupe de Oi! français Hors Contrôle
- Muerte accidental de un anarquista du groupe de punk espagnol militant CNT-FAI Los Muertos de Cristo
- Genoa Libera du groupe de Oi! français Brigada Flores Magon
- La canzone di Carlo du groupe rock-folk italien Casa del vento (2002)
- Piazza Alimonda du chanteur italien Francesco Guccini
- L'enragé du groupe guérinais Viande Rouge
- G(enoa)8 du groupe de ska punk français Mister Jingle (2008)
- Resistancia du groupe Irie Révoltés
- Genova Brucia du chanteur italien Simone Cristicchi (2010)
- Carlo Giuliani du groupe de rap anarchiste grec Javaspa
- Let me bleed du compositeur Luca Francesconi
- Diaz : un crime d'État, un film italien réalisé par Daniele Vicari (2012)
- Gênes 01, une pièce écrite par Fausto Paravidino
- Voilà tout ce qu'on peut faire: chanson d'Axelle Red, dédiée à Carlo Giuliani[16]
- Don't Clean Up This Blood du groupe italien Obscene Revenge